# Joymoti
Joymoti (জয়মতী) è un film del 1935, diretto dal poeta, scrittore e regista Jyoti Prasad Agarwala, basato su un lavoro teatrale di Lakshminath Bezbaroa dedicato a Joymoti Konwari, principessa Ahom del XVII secolo. Il film, uscito il 10 marzo 1935, segna l'inizio del cinema assamese.

## Contesto storico
Joymoti era la moglie del principe Gadapani, di etnia Ahom. Durante la Purga dei Principi, effettuata dal 1679 al 1681 dal re Sulikphaa (Loraa Roja) su istigazione di Laluksola Borphukan, Gadapani si diede alla fuga. Negli anni successivi egli trovò rifugio nel Satra (monastero visnuista) sulle colline prospicienti il reame Ahom.
Non riuscendo a trovare Gadapani, i soldati di Sulikphaa portarono la moglie Joymoti a Jerenga Pathar, dove, nonostante le brutali torture, ella si rifiutò di comunicare il luogo di nascondiglio del marito. A seguito dei maltrattamenti, Joymoti trovò la morte il 27 marzo 1680.
Il sacrificio di Joymoti avrebbe portato frutti: Laluksola venne assassinato nel novembre 1680, mentre i ministri del regno, in un impeto di patriottismo, cercarono Gadapani, che rientrò dal suo esilio delle colline di Garo per detronizzare Sulikphaa mettendo fine al suo regno del terrore e dare inizio al ramo dei Tungkhungia della dinastia Ahom.

## Trama

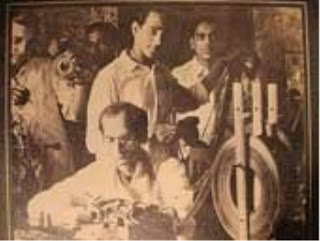
Sul set durante le riprese

## Produzione

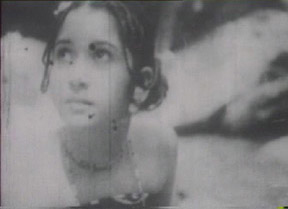
Swargajyoti Barooah, nel ruolo di Dalimi, in una scena del film)

Il film, girato fra il 1933 ed il 1935, è stato il primo "talkie" indiano a far uso del doppiaggio e della tecnologia del Re-recording, nonché, all'interno del cinema indiano, ad addentrarsi in problematiche realistiche e politiche.
Situati a 10 km da Gohpur, gli studi di produzione temporanei ‘Chitraban’ di Jyoti Prasad presso la Bholaguri Tea Estate, dopo essere passati alla Assam Tea Corporation nel 1978, ora giacciono in stato di abbandono. 

## Distribuzione

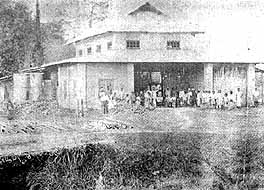
Il primo studio cinematografico assamese a Bholaguri Tea Estate

Il film è uscito nel 1935, con la sua prima proiezione al Raonak Theatre il 10 marzo, con una presentazione dello scrittore assamese Lakshminath Bezbarua. A Guwahati, nell'Assam (India) , il film è stato proiettato al Kumar Bhaskar Natya Mandir, l'unico cinema in Assam allora dotato di impianti per la riproduzione del sonoro.
Dopo la seconda guerra mondiale Joymoti risultava perduto e peraltro pressoché dimenticato. Nei primi anni '70 Hridayananda Agarwala, il fratello minore di Jyoti Prasad, mentre metteva ordine nel garage, trovò sette bobine contenenti il film. Le condizioni della pellicola erano pessime, ma Hridayananda commissionò nel 1976 al noto regista assamese Bhupen Hazarika il documentario Rupkonwar Jyotiprasad aru Joymoti, nel quale le bobine vennero incorporate. Il documentario venne copiato e rimasterizzato, mettendo in tal modo in salvo il film.
In seguito, nel 1995, lo scrittore, attore e regista assamese Arnab Jan Deka ritrovò intatte in uno studio cinematografico di Bombay le bobine originali del film, che si credevano abbandonate a Lahore dopo la partizione dell'India del 1947.
Arnab Jan Deka rese noto il ritrovamento al governo dell'Assam, che ne diete notizia nel quotidiano assamese Dainik Asam e , in lingua inglese, nel The Assam Express; il fatto fu ripreso da altri giornali quali The North East Times, The News Star, e Purvanchal Prahari. Hridayananda Agarwala e il drammaturgo assamese Satya Prasad Barua infine la rilanciarono sul giornale ad alta circolazione  The Assam Tribune nel 1996, finché l'Assemblea Legislativa dell'Assam e il Dipartimento Affari Culturali non se ne occuparono direttamente. Contemporaneamente un'altra copia del film, in possesso di Hridayananda Agarwala, veniva sottoposta a restauro da parte di Altaf Mazid.

## Accoglienza

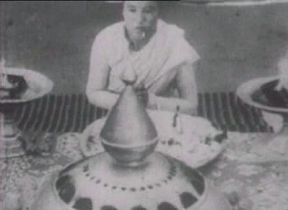
Immagine da una scena del film

Il film non ha riscosso successo di pubblico, rivelandosi una notevole perdita finanziaria. Il ricavato è stato di 24.000 ₹ (rupie indiane), a fronte di una spesa di produzione di 50.000 ₹

## Presentazioni recenti

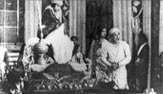
Una scena del film

- Festival internazionale del film indiano del Baden Württemberg  (Baden Württemberg's Internationales Indisches Filmfestival), Stuttgart (2006)
- Festival del cinema asiatico Asiatica Film Mediale , Roma (2006)
- Festival cinematografico internazionale di Monaco di Baviera (Filmfest München), 2006
- 10º festival cinematografico Osian-Cinefan del cinema arabo e asiatico, Nuova Delhi, 2008
- Centre for India and South Asia Studies dell'UCLA's, Los Angeles, aprile 2010
- 50° conferenza internazionale della Society For Cinema and Media Studies (SCMC) della Northwestern University di Evanston, Illinois, Marzo 2011.[16]
- Celebrazioni comuni India-Bangladesh per i 100 anni del cinema indiano, Dacca (2012)